# Lucio De Caro
Lucio De Caro (né le 15 janvier 1922 à Pescara) est un scénariste et réalisateur italien.

## Filmographie partielle
Comme réalisateur
- 1945 : Il ventesimo duca (it)
- 1948 : Le Dessous des cartes (Manù il contrabbandiere)
- 1973 : Citation directe (Processo per diretissima)
- 1975 : Le téléphone pleure (Piange... il telefono)
- 1976 : Come ti rapisco il pupo (it)

Comme scénariste
- 1949 : La Rose de Bagdad (La rosa di Bagdad) d'Anton Gino Domenighini
- 1972 : Société anonyme anti-crime (La polizia ringrazia) de Steno (Stefano Vanzina).
- 1972 : Don Camillo et les Contestataires (Don Camillo e i giovani d'oggi) de Mario Camerini
- 1973 : Giordano Bruno de Giuliano Montaldo
- 1975 : Le Cogneur (Piedone a Hong Kong) de Steno
- 1976 : Agent très spécial 44 (Mark colpisce ancora) de Stelvio Massi
- 1998 : Le Cœur et l'Épée (Il cuore e la spada) de Fabrizio Costa